# Fire of Conscience
Fire of Conscience (火龍, For Lung) è un film del 2010 diretto da Dante Lam a Hong Kong.

## Trama
Il detective Manfred, la cui moglie in precedenza è stata uccisa durante uno scippo, viene chiamato assieme al collega, l'ispettore Kee, ad indagare sull'assassinio di una prostituta. Entrambi verranno a conoscenza di alcuni misteri e segreti che dovranno rimanere nascosti.

## Riconoscimenti
- 2010 - Bucheon International Fantastic Film Festival
  - Miglior attore a Richie Ren
  - Nomination per il miglior film a Dante Lam
- 2011 - Santa Barbara International Film Festival
  - Premio speciale della giuria a Dante Lam

## Botteghino
Il film ha incassato un totale di 526.017 dollari a Hong Kong e 806.708 dollari in tutto il mondo.